# Arsenio Hall
Arsenio Hall, né le 12 février 1956, est un humoriste, acteur et ancien animateur de talk-show américain.
Célèbre pour son talk-show The Arsenio Hall Show qui est resté à l'antenne de 1989 à 1994, il a notamment joué dans les films Un prince à New York (Coming to America) et Les Nuits de Harlem (Harlem Nights) tous deux avec Eddie Murphy.

## Filmographie

### Cinéma
- 1987 : Cheeseburger film sandwich (Amazon Women on the Moon) de Joe Dante, Carl Gottlieb, Peter Horton, John Landis et Robert K. Weiss
- 1988 : Un prince à New York de John Landis
- 1989 : Straight Up clip musical de Paula Abdul
- 1989 : Les Nuits de Harlem
- 1994 : Blankman de Mike Binder
- 1997 : Arsenio
- 2008 : Igor de Anthony Leondis
- 2009 : Black Dynamite de Scott Sanders
- 2017 : Sandy Wexler de Steven Brill : lui-même
- 2020 : Un prince à New York 2 (Coming 2 America) de Craig Brewer

### Séries télévisées
- 1983 : The 1/2 Hour Comedy Hour série télévisée
- 1984 : Thicke of the Night série télévisée
- 1985 : The Motown Revue Starring Smokey Robinson série télévisée
- 1985 : New Love, American Style série télévisée
- 1986 : Solid Gold (en) série télévisée
- 1986 : SOS Fantômes  série télévisée
- 1987 : Uptown Comedy Express série télévisée
- 1987 : The Late Show (talk show) talk show
- 1989 : Comic Relief III série télévisée
- 1989 : The Arsenio Hall Show série télévisée
- 1992 : Time Out: The Truth About HIV, AIDS, and You série télévisée
- 1999 : Le Flic de Shanghaï série télévisée - VF : Pascal Légitimus
- 2005 : The Proud Family Movie série télévisée
- 2005 : The Naked Brothers Band série télévisée
- 2008 : Flavor of Love 3 série télévisée
- 2012 : The Celebrity Apprentice 5, télé réalité de Donald Trump (vainqueur)
- 2018 : All About The Washingtons (série télévisée)

## Clip Paula Abdul- straight up- 1988
On fait référence à l'acteur dans l'épisode Monk passe à la radio de la série télévisée Monk dans lequel un des personnages dit qu'« Arsenio Hall est totalement hilarant ».
Au début de Hot Shots! 2, Sadam regarde à la télévision le talk show d'Arsenio Hall pendant quelques secondes.
Dans le film Ghost où Whoopi Goldberg et ses sœurs regardent également le talk show.
Dans la série Happy Endings dans laquelle un personnage se déguise en Arsenio Hall pour Halloween (saison 1, épisode 3).
Dans la série This is us, Randall fait référence à Arsenio Hall et à la fin de l’épisode toute la famille se regroupe pour regarder à la télévision le Arsenio Hall Show (saison 4, épisode 3).

## Paula Abdul-Straight up- 1988Notes et références
1. ↑  « Remerciements », dans Regards croisés sur les Afro-Américains, Presses universitaires François-Rabelais, 2003 (ISBN 9782869064690, lire en ligne), p. 1.
2. ↑  (en) Benjamin Svetkey, « Arsenio Hall: One of 1990's great entertainers », sur Entertainment Weekly, 28 décembre 1990 (consulté le 12 décembre 2010).